# Megachile soledadensis
Megachile soledadensis là một loài Hymenoptera trong họ Megachilidae. Loài này được Cockerell mô tả khoa học năm 1900.